# David Costa
David Pereira da Costa (Almada, 5 de enero de 2001) es un futbolista portugués. Juega de extremo y su equipo es el Portland Timbers de la Major League Soccer de Estados Unidos.

## Trayectoria
Comenzó su carrera en el R. C. Lens, donde firmó su primer contrato en enero de 2019. Debutó en la Ligue 1 el 3 de octubre de 2020 ante el A. S. Saint-Étienne. Disputó un total de 123 partidos y en febrero de 2025 se marchó a los Estados Unidos para jugar en Portland Timbers.

## Selección nacional
Nacido en Portugal, es descendiente caboverdiano. Fue internacional con las categorías inferiores de Portugal.

## Estadísticas
Actualizado al último partido disputado el 20 de mayo de 2025.
| Club                            | Div.          | Temporada     | Liga  | Liga  | Copas nacionales | Copas nacionales | Copas internacionales | Copas internacionales | Total | Total |
| Club                            | Div.          | Temporada     | Part. | Goles | Part.            | Goles            | Part.                 | Goles                 | Part. | Goles |
| ------------------------------- | ------------- | ------------- | ----- | ----- | ---------------- | ---------------- | --------------------- | --------------------- | ----- | ----- |
| R. C. Lens Francia              | 2.ª           | 2019-20       | 0     | 0     | 0                | 0                | —                     | —                     | 0     | 0     |
| R. C. Lens Francia              | 1.ª           | 2020-21       | 7     | 1     | 1                | 0                | —                     | —                     | 8     | 1     |
| R. C. Lens Francia              | 1.ª           | 2021-22       | 33    | 3     | 3                | 0                | —                     | —                     | 36    | 3     |
| R. C. Lens Francia              | 1.ª           | 2022-23       | 31    | 1     | 3                | 0                | —                     | —                     | 34    | 1     |
| R. C. Lens Francia              | 1.ª           | 2023-24       | 25    | 4     | 1                | 0                | 5                     | 1                     | 31    | 5     |
| R. C. Lens Francia              | 1.ª           | 2024-25       | 11    | 0     | 1                | 0                | 2                     | 0                     | 14    | 0     |
| R. C. Lens Francia              | Total club    | Total club    | 107   | 9     | 9                | 0                | 7                     | 1                     | 123   | 10    |
| Portland Timbers Estados Unidos | 1.ª           | 2025          | 14    | 2     | 1                | 0                | 0                     | 0                     | 15    | 2     |
| Portland Timbers Estados Unidos | Total club    | Total club    | 14    | 2     | 1                | 0                | 0                     | 0                     | 15    | 2     |
| Total carrera                   | Total carrera | Total carrera | 121   | 11    | 10               | 0                | 7                     | 1                     | 138   | 12    |

## Vida personal
Nacido en Portugal, migró con su familia a Francia a los 9 años de edad.